# مصطفی اعتمادی تبریزی
مصطفی اعتمادی خواجوی تبریزی (۱۳۰۴ در روستای خواجه تبریز- ۲۰ اسفند ۱۳۹۴) روحانی شیعه ، مجتهد، فقیه و مدرس عالی  فقه در حوزه علمیه قم بود.

## زندگی
وی پس از گذراندن دروس فارسی، ادبیات عرب و منطق و تبصره در زادگاه خود نزد «حاج میرزا علی خواجه‌ای»، به تبریز رفت و در آنجا سطوح عالی را تا سطح مکاسب طی کرد. در سال ۱۳۲۵ به قم رفت و کفایه را از سیدشهاب الدین نجفی مرعشی آموخت و سپس خارج فقه را نزد سید محمد حجت کوه کمری و اصول را نزد سید حسین بروجردی گذراند.
اعتمادی تبریزی در ۲۰ اسفند ۱۳۹۴ درگذشت. حسن روحانی در پیامی، مرگ او را تسلیت گفت.

## آثار
- «شرح معالم الاصول»
- «شتات الفوائد»
- «موضع القوانین»
- «شرح رسائل»
- «شرح مکاسب» شیخ انصاری
- «شرح کفایه» آخوند خراسانی
- سلسله دروس صوتی